# Paradoks przyjaźni

Przykładowy socjogram, w którym trzy z czterech osób mają niższą liczbę połączeń od arytmetycznej średniej połączeń sąsiadów (A i C obserwują średnią 2,5, D średnią 3).

Paradoks przyjaźni – paradoks w socjologii, zgodnie z którym większość osób zauważa, że większość ich przyjaciół średnio ma więcej przyjaciół niż oni sami. Paradoks został zaobserwowany i opisany w 1991 roku przez Scotta L. Felda, socjologa ze State University of New York.
Zjawisko wynika z matematycznych właściwości sieci społecznych i jest bezpośrednio związane z nierównością między średnią arytmetyczną i geometryczną, oraz nierównością Cauchy’ego-Schwarza. Przekłada się także na inne typy relacji i skorelowanych z nimi cech w takich sieciach, na przykład przeciętną liczbę partnerów seksualnych, publikacji naukowych, wyższy poziom zadowolenia z życia, konsumpcji alkoholu itp. Paradoks może pogłębiać złudzenie powszechności wybranych cech w całym społeczeństwie, zwłaszcza w regionach sieci społecznych, które powstały na bazie podobieństw charakteru lub opinii.
W 2012 roku paradoks został zilustrowany na bazie realnych danych socjometrycznych przez badaczy z Cornell University, którzy przeanalizowali 721 mln użytkowników portalu Facebook. W badaniu użytkowników Twittera wykazano, że zasada sprawdza się w przypadku 98% użytkowników portalu.
Paradoks przyjaźni może być użyteczny do przewidywania i modyfikacji rozwoju epidemii, mód, zachowań czy pomysłów. Badania tego typu w czasie epidemii wirusa grypy H1N1 w 2009 roku przeprowadzili Nicholas Christakis i James Fowler, którzy przeanalizowali grupę losowo wybranych studentów Harvard University. Poprosili oni badanych o wskazanie swoich przyjaciół. Grupa przyjaciół zachorowała średnio dwa tygodnie wcześniej niż grupa wybrana losowo.

## Opis matematyczny
W formalnym modelu zjawiska Feld zakłada, że sieć społeczna jest reprezentowana przez graf nieskierowany {\displaystyle G=(V,E)} ze zbiorem wierzchołków {\displaystyle V} i krawędzi {\displaystyle E} odpowiadających osobom i ich znajomościom (przyjmuje więc, że znajomość jest relacją symetryczną). W takim modelu przeciętnej liczbie znajomych odpowiada przeciętny stopień wierzchołków (liczba połączeń) w całym grafie. Dla osoby reprezentowanej przez wierzchołek {\displaystyle v,} mający {\displaystyle d(v)} krawędzi, przeciętna liczba znajomych ich znajomych {\displaystyle (\mu )} wynosi:
{\displaystyle \mu ={\frac {\sum _{v\in V}d(v)}{|V|}}={\frac {2|E|}{|V|}}.}
Wartość oczekiwana takiej funkcji dla całego grafu wynosi:
{\displaystyle {\frac {\sum _{v\in V}d(v)^{2}}{2|E|}}=\mu +{\frac {\sigma ^{2}}{\mu }},}
gdzie {\displaystyle \sigma ^{2}} to wariancja stopnia wierzchołków w grafie. Dla grafu o różnorodnych stopniach wierzchołków (co jest typowe dla sieci społecznych), zarówno {\displaystyle \mu ,} jak i {\displaystyle \sigma ^{2}} jest dodatnie, co sprawia, że przeciętny stopień u sąsiada losowego wierzchołka w grafie jest ściśle większy od stopnia losowego wierzchołka.